# 프로이센의 주
프로이센의 주는 프로이센의 개혁으로 도입된 프로이센의 행정 구역 체계다. 프로이센이 독일 영토의 과반을 차지한 만큼 일부 주는 다른 독일의 구성국이나 주에 필적하는 영역을 지녔으며, 일부 주는 독일의 주로 계승되었다.